# Oswaldella incognita
Oswaldella incognita is een hydroïdpoliep uit de familie Kirchenpaueriidae. De poliep komt uit het geslacht Oswaldella. Oswaldella incognita werd in 1997 voor het eerst wetenschappelijk beschreven door Peña Cantero, Svoboda & Vervoort. 